# Тайна полиция
Тайната полиция (също политическа полиция или служба за сигурност и/или безопасност) е държавна структура за обезпечаване сигурността, реда и спокойствието в държавата, с оглед спазване законността и нормалното протичане на държавното управление. В демократичните страни съблюдава спазване върховенството на конституцията и закона, а в тоталитарните и авторитарните режими (за които е характерна) основно следи и репресира политическите противници на режима.
Произволните арести, отвличанията, измъчванията и убийствата са все инструменти, с които си служи тайната полиция „за предотвратяване, разследване или наказване на опозицията“. Тъй като тайната полиция обикновено разполага с големи правомощия и свобода на действие, тя много често действа извън върховенството на закона.
Тайната полиция е по правило част от изпълнителната власт. Различава се от обикновените полицейски сили по методите, способите и средствата на работа (включително използването на външни и вътрешни шпиони, внедрени агенти и информатори), които в повечето от случаите следва и остават скрити от властта и обществеността, предвид целите които преследва.
Висшият изпълнителен кадър на тайната полиция, за разлика от средните и нисши по длъжност служители, сътрудниците, агентурния апарат и информаторите, е видим за обществото. В съвременните държави обикновено тайната полиция е натоварена с функции по предотвратяване и разкриване на особено тежки и опасни престъпления, застрашаващи държавността, националната сигурност и обществения ред. Не във всички случаи към тайната полиция е придадено контраразузнаването на държавите.
Ефективността и ефикасността от работата на тайната полиция се измерва по нейната резултативност, съобразно целите които преследва. За разлика от начина ѝ на работа, резултатите от дейността ѝ следва да са широко и публично оповестени, и най-вече видими и оценими от обществото в демократичните страни.
Най-същественият аспект в работата на тайната полиция е контрола върху дейността ѝ. Обикновено той е парламентарен, а в случай на съмнения за закононарушения и нередности, и с участието на гражданското общество при гаранции за съблюдаване секретността на агентурата и работата ѝ.
Дейността на тайната полиция следва да се основава на спазването на строги професионални правила и отчетност, както и на субординация в работата ѝ с останалите власти и държавни органи.

## История
Тайната полиция се появява в Европа през 18 век след Френската революция, когато такива операции са създадени, за да се засичат всякакви възможни конспирации или революционна подривна дейност. Върхът на операциите на тайната полиция в Европа е в периода 1815 – 1860 г., когато забраните за гласувания, събрания, асоциации, съюзи и пресата са толкова строги в повечето европейски държави, че опозиционните групи се чувстват подтиквани към конспиративна дейност. С особено лоша слава по това време е тайната полиция на Австрийската империя. След 1860 г. употребата на тайна полиция спада, поради нарастващата либерализация, освен в автократични режими като Руската империя.
В Руската империя силите на тайната полиция са Трето отделение на Имперската канцелария, а след това Охранка. След Руската революция, Съветският съюз установява ОГПУ, НКВД, НКГБ, МВД и КГБ.
В Нацистка Германия тайната полиция Гестапо се използва в периода 1933 – 1945 г. за елиминиране на опозицията. Като част от Главното управление за имперска сигурност тя играе голяма роля в организирането на Холокоста. Въпреки че Гестапо има относително малко членове (32 000 към 1944 г.), то използва добре ресурсите си чрез информатори и голям брой доносници сред населението. След рухването на нацисткия режим, източногерманската тайна полиция Щази по подобен начин използва широка мрежа от цивилни информатори.